# Killowen
Killowen (irisch: Cill Eoin; deutsch: „Kirche des Eoghain“) ist ein Ort im District Newry, Mourne and Down in Nordirland. Er liegt in der Nähe von Rostrevor und am Ufer des Carlingford Lough. 2011 hatte der Ort 230 Einwohner.

## Geschichte
In der Nähe von Killowen, am Ufer des Sees, befindet sich das Court Tomb von Ballinran, welches in der Region als Giant’s Grave bekannt ist. Es wurde 1976 im Vorfeld einer Straßenverbreiterung entdeckt und freigelegt.
Killowen war früher durch Kleinbauern und Fischern bestimmt und wurde in The Picturesque Handbook to Carlingford Bay (1846) als „Die Kinderstube der Seeleute, die die Handelsmarine von Newry managen“ beschrieben.

## Persönlichkeiten
- Charles Russell, Baron Russell of Killowen war ein Staatsmannes und Lord Chief Justice of England and Wales aus dem 19. Jahrhundert. Als er in den Adelsstand erhoben wurde, wählte er seinen Titel nach dem Townland Killowen, wo er aufgewachsen war. Er wurde 1832 in Newry geboren und bald darauf zog die Familie nach 'Seafield' in Killowen. Er trat in die Anwaltschaft ein und war eine Zeit lang als Anwalt in Newry tätig. Später zog er nach England und wurde 1886 Generalstaatsanwalt. 1894 wurde er Lord Chief Justice und starb 1900.
- Der irische Riese Patrick Murphy stammte aus Killowen. Er reiste nach England, als er ungefähr siebzehn oder achtzehn Jahre alt war, und bekam Arbeit in den Liverpooler Docks als Arbeiter. Noch vor seinem zwanzigsten Lebensjahr war er „acht Fuß und einen Zoll (ca. 2,40 m) hoch und wog zwanzig Steine“. Er reiste durch Europa und kehrte als „hochqualifizierter Gentleman“ in sein Heimatdorf zurück. Er kaufte ein kleines Anwesen in Killowen, das er kurze Zeit später für eine weitere Tour durch Europa verließ. Während seines Aufenthalts in Marseille infizierte er sich mit Pocken und starb in seinem 26. Lebensjahr.